# 韓容妃
康靖容妃，亦稱作韓容妃（16世紀？—1630年），名失考。正五品錦衣衛帶俸正千戶韓洋之女，明朝明穆宗隆慶帝朱載坖之妃。

## 生平
韓氏的出生及入宮時間均無考。隆慶五年（1571年）三月初九日，冊封王氏為榮妃，楊氏為安妃，趙氏為和妃，韓氏為容妃，英國公張溶、駙馬許從誠、慶都伯杜繼宗、德平伯李銘持節，大學士高拱、張居正、殷士儋、尚書潘晟捧冊行禮。同年三月十三日，授榮妃之父王澤、安妃之父楊廷輔、和妃之父趙昇、容妃之父韓洋為錦衣衞帶俸正千戶。崇禎三年（1630年）八月初五日，韓容妃去世。同年八月十七日，崇禎帝命祔葬容妃韓氏於昭順英妃之側，擇吉開隧與工。崇禎五年三月十一日，穆廟德妃李氏薨逝，喪葬事宜依照康靖容妃之例辦理。

## 容妃冊文
《明穆宗莊皇帝實錄》隆慶五年三月庚午條所收錄的容妃冊文，節錄如下：
```
「象應紫闈，環四輔而拱極；禮傳彤管，率九御以備官。維是壼儀，必資邦媛。匪利貫魚之寵，式弘貽燕之謀。爾韓氏，簡自蓬閨，登於椒掖。秉心溫惠，靡愆圖史之規；承事肅雍，動恊珩璜之度。坤元攸贊，晉秩宜崇。茲特遣使持節，封爾為容妃，錫之冊命。於戲！萬年錫胤之祥，爰釐女士；二南正始之道，寔首王風。尚警雞鳴，用昌麟趾。」
```